# Maniokmühle
Eine Maniokmühle oder Cassavamühle ist ein in einer Manioquerie bzw. Cassaverie – d. h. einer Bäckerei für Brot aus Maniok (Cassave) – verwendetes Gerät. Mit der Mühle wird das Mehl für das Maniokbrot bzw. andere aus Maniokmehl hergestellte Backwaren gewonnen.